# 利斯科諾吉 (瓦爾基區)
49°46′6″N 35°38′30″E / 49.76833°N 35.64167°E
利斯科諾希（烏克蘭語：Лисконоги）是位於烏克蘭東部的村莊，由哈爾科夫州博霍杜希夫區的瓦爾基市鎮負責管轄。該村始建於1820年，面積4.11平方公里，海拔高度181米，2001年人口38，人口密度每平方公里9.25人。